# Ole Schwalbe
Ole Albert Christian Schwalbe (23. juli 1929 i Brønshøj – 15. oktober 1990) var en dansk maler, grafiker og skulptør. 
Ole Schwalbe gav denne selvkarakteristik: "I erkendelse af, at vi lever i et samfund, der bygger på den metafysiske forestilling om, at alt lader sig måle og veje, forsøger jeg at bekæmpe logikken med logikkens egne midler." Hans kunst kan karakteriseres som ”konkret”. Konkret kunst er fremstillinger, der ikke forestiller noget. Billeder, og skulpturer, der ikke skal opleves som andet, end hvad de er i sig selv. Eller som Kandinskij sagde: ”Kunstværket skal ikke ligne, det skal være".[kilde mangler]
Schwalbe debuterede allerede som 16-årig i 1945 på Kunstnernes Efterårsudstilling. I 1945-1950 blev han udlært som litograf, men besluttede derefter at blive fuldtidskunstner. Han var i øvrigt selvlært som kunstner. Hans værker var fra starten ekstremt ”geometriske” bestående af få eller ingen farver og kvadrater, linjer og ovaler. Senere blev hans udtryk gradvist mere kompliceret og farverigt og han lavede også enkelte ting i rumlige former, skulpturer og relieffer. Mange af værkerne var serigrafitryk eller litografier, og Schwalbe brugte sin viden om disse teknikker til at eksperimentere med papirets overflade og forskellige trykformer. 
Schwalbe blev efterhånden klar over at inspirationen til mange af hans tilsyneladende helt abstrakte billeder kom fra omgivelserne. Et godt eksempel på det er en separatudstilling i 1965, ”Mit romerske vindue”, hvis katalog sammenstiller en række fotografier med de billeder de har affødt. Nogenlunde samtidig, i 1964, købte Schwalbe en nedlagt bondegård i Tågense ret øst for Nysted og indrettede et atelier der. Her på Lollands sydøstligste flade hjørne, med udsigt til stenstrøede strandenge, der har ligget udyrket hen siden istiden, havde han et tilflugtssted resten af livet.
Linien var en sammenslutning af abstrakt-surrealistiske kunstnere, dannet 1934 af Vilhelm Bjerke Petersen, Ejler Bille og Richard Mortensen. De ville samle den nyskabende kunst og danne en forbindelseslinje mellem de revolutionære inden for alle felter, og i deres tidsskrift Linien (1934-35) var der derfor artikler af teoretikere fra mange fagområder. Fra 1947-1952 forsatte sammenslutningen med nye yngre medlemmer bl.a. Ib Geertsen, Albert Mertz og Richard Winther under navnet Linien II. Denne gruppe havde også Schwalbe tilknytning til. Hans billeder kunne bl.a. ses på 2 udstillinger der arrangeredes i 1956 og 1958 efter at sammenslutningen egentlig var stoppet. Gruppens kunstneriske program gik ud på at analysere billedet, udelukke tilfældigheder og gøre sig til herre over dets syntaks. Schwalbe begyndte helt forfra, ryddede lærredet og skabte et univers med nøje gennemtænkte balancer mellem de få enkeltelementer, felter og forskellige linjer.
Ole Schwalbes værker kunne gennem årene ses på et stort antal andre udstillinger både i Danmark og adskillige udlande, og han er repræsenteret på de fleste danske kunstmuseer.

## Stillinger og hverv
- Medlem af censurkomiteen for Kunstnernes Efterårsudstilling 1961-62
- Medlem af censurkomiteen for Kunstnernes Påskeudstilling 1964, 1969;
- Medlem af bestyrelsen for Thorvaldsens Museum 1968-84
- Medlem af bestyrelsen for Storstrøms Kunstmuseum
- Præsident for Akademirådet 1970-73;
- Leder af Kunstakademiets laboratorium for konstruktiv billeddannelse 1973-79
- Rektor for Det Kongelige Danske Kunstakademis Billedkunstskoler 1974-79

## Udsmykninger (udvalg)
- Oslobåden Prinsesse Margrethe (1956)
- Sodavandsfabrikken Valash (mosaik, 1962)
- Statsbiblioteksets kantine, Århus (1963)
- Herning Handelsskole (triptykon, 1966-67)
- Brandbjerg Højskole (betonmoduler, farvesætning, 1969-70)
- Politikens (forhal 1969, skranker 1985, trykkerimaskiner 1986)
- Pressens Hus, Kbh. (1970)
- Forsamlingshus, Sukkertoppen/Manitsoq (1972)
- Englandsbåden Dana Regina (1974)
- I/S Datacentralen (1974)
- Ambassaden i London (1977)
- M/F Prins Joachim (1980)
- Holstebro Rådhus (1981, indgangsdøre, farvesætning)
- Kuglen (kobber på sokkel af granit, 1981, Holstebro Rådhushal)
- Hommage à Søren (triptykon, lavt relief, 1983, Holstebro Rådhus)
- Bikuben, Landgreven, Kbh. (4 gavlmalerier, 1985)
- Holstebro bibliotek (1986)
- HT kunstbus (1986)
- Højhus i Nykær, Brøndby (gavlmaleri, 1987)

## Schwalbe er repræsenteret på bl.a. følgende museer
- ARoS Aarhus Kunstmuseum
- Esbjerg Kunstmuseum
- Fuglsang Kunstmuseum
- Fyns Kunstmuseum
- Herning Kunstmuseum
- Horsens Kunstmuseum
- Kunstindustrimuseet
- Trapholt
- Louisiana
- Nordjyllands Kunstmuseum
- Randers Kunstmuseum
- Silkeborg Kunstmuseum
- Statens Museum for Kunst
- Skive Kunstmuseum
- Sønderjyllands Kunstmuseum

## Skriftlige arbejder (udvalg)
- Fra kubisme til informel kunst (1961)
- Se på kunst (1968)
- Arkitektur og billedkunst (i Arkitektur, 3, 1970, 126-36)
- Fragmenter. Stilskabende elementer i billedkunst (1971)